# Bombardeo de Jaén
El bombardeo de Jaén fue un ataque aéreo realizado sobre dicha ciudad el 1 de abril de 1937, en el transcurso de la guerra civil española, por parte de la aviación del bando franquista y ordenado por el general Gonzalo Queipo de Llano. Las estimaciones actuales de víctimas cifran en 157 muertos entre la población civil y 280 heridos, llegando a ser comparado con el bombardeo de Guernica, acaecido días después.

## Motivación del ataque
El bombardeo de Jaén fue una operación de castigo contra la población ordenada por el general Gonzalo Queipo de Llano como respuesta al bombardeo de Córdoba por el ejército republicano ese mismo día. Este acto de represalia tuvo como objetivo aterrorizar a la población civil y desmoralizar al bando republicano. Durante muchos años, el ataque fue atribuido a la Legión Cóndor alemana, encargada de llevar a cabo misiones aéreas por toda España, apoyo de la Alemania nazi a las tropas de Franco; pero un estudio de 2013 del historiador Juan Cuevas Mata demostró que, aunque los aviones eran alemanes, todos los pilotos eran españoles y la Legión Cóndor no participó en el ataque aéreo de Jaén.  Entre los participantes destacó el piloto Joaquín García-Morato, considerado el máximo as de la aviación española hasta la fecha. En 1950 se le concedió, a título póstumo, el título de conde del Jarama.

## Ataque

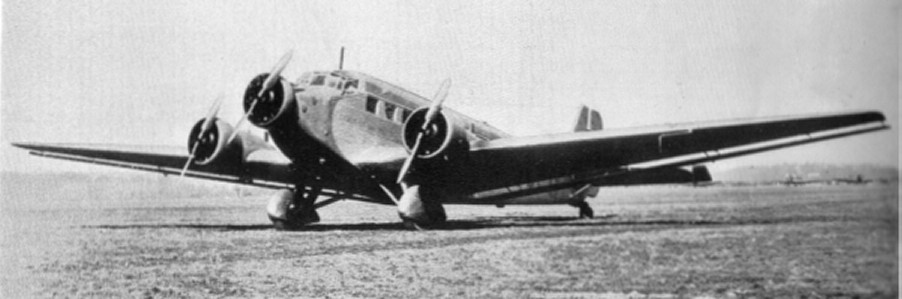
Avión Junkers Ju52, utilizados para el bombardeo.

La orden de bombardear Jaén fue dada por el general Gonzalo Queipo de Llano sobre las 14:00 h. del 1 de abril de 1937, solo hora y media después de un ataque de la aviación republicana sobre Córdoba.  Recibida la notificación, el comandante Vicente Gil Mendizábal, jefe del grupo de bombardeo 3-G-22 con base en acuartelamiento aéreo de Tablada (Sevilla), dispone la carga y salida de seis aviones Junkers 52 de fabricación alemana, en dos escuadras de tres unidades, dirigidas por los capitanes de aviación Eduardo Prado Castro y José Larrauri Mercadillo. La escolta corrió a cargo de seis cazas Heinkel 51 de fabricación alemana, al mando de César Martín Campos, y tres unidades de la "Patrulla Azul" de Joaquín García Morato, compuesta por Fiat Cr-32, de fabricación italiana. Los nueve cazas de escolta salieron del aeropuerto de Córdoba y se encontraron en el aire con los bombarderos Junkers 52, prosiguiendo su viaje Jaén. Las aeronaves de escolta estaban prevenidas sobre una posible respuesta de cazas republicanos que se encontraban en Andújar, y que finalmente no se produjo.
En vuelo bajo, los bombarderos rodearon el monte Jabalcuz y entraron por la ciudad en dirección sur, formando un pasillo aéreo de unos 150-200 metros de ancho, sobrevolando el barrio de San Ildefonso, por el Recinto, dejando a la izquierda la Catedral, que era su principal referencia, y saliendo por el Paseo de la Estación en dirección norte.  A las 17:20 h. dejaron caer sobre la ciudad 69 bombas de 50 kg y 7 de 250 kg, es decir 5.150 kg de trilita. 
Las bombas afectaron principalmente a las calles Fuente de don Diego, Olid, plaza de San Félix, calles Juan Izquierdo (Josefa Segovia), Batería, Miguel Romera, Jorge Morales, Pilar del Borrego (Obispo Aguilar), los Romeros, Azulejos, Mesa, Ancha (Muñoz Garnica), plaza de San Ildefonso, calles Hurtado, Teodoro Calvache, Nicolás Salmerón (Tablerón), Chinchilla, plaza del Deán Mazas, calles Mesones (Federico de Mendizábal), Pablo Iglesias (Rastro), Julio Burell (Virgen de la Capilla) y el Paseo de la Estación. También cayeron algunas bombas en las inmediaciones del Barranco Hondo, la Corona y la Huerta Baja, en las afueras de la población.
El balance de víctimas fue de 157 muertos y 280 heridos. La bomba que causó mayores estragos cayó en la calle Fontanilla (al inicio de la calle Mesones) en la que perdieron la vida 22 personas que hacían cola para proveerse de petróleo y carbón.
La polémica en torno a la crueldad de este ataque aéreo se encuentra en el hecho de haberse realizado sobre la población civil de una ciudad de la retaguardia republicana que albergaba a miles de refugiados de los frentes del sur y que carecía de interés militar, pues no tenía tropas, ni cuarteles o polvorines, y estaba desprovista de baterías antiaéreas, sirenas o refugios. Esto explica que la mayor parte de las 157 víctimas mortales sean mujeres y niños.

## Consecuencias
Represalias. "Sacas del 37"
Como respuesta al bombardeo, se llevó a cabo una saca de presos derechistas durante los días sucesivos: 2, 3, 4, 5, y 7 de abril. El Frente Popular de Jaén dispuso la ejecución de 128 personas -mismo número de víctimas que se creía había causado el bombardeo- que permanecían detenidas en la prisión provincial, que fueron trasladadas y fusiladas los citados días en el cementerio de Mancha Real.

Presentados los individuos del Frente Popular en esta cárcel me condujeron con la pistola en la mano hasta el despacho que daba a la calle donde me conminaron para que hiciese entrega de los presos. Les exigí orden de la autoridad competente a lo que me contestaron que no hacía falta y que llevase cuidado con oponerme a la justicia del pueblo. En ese momento asomaron unos milicianos con fusiles por la ventana que gritaron (...): apartaos y veréis que pronto se termina esto. (...)
Declaración posterior de Lorenzo Alonso Montero, director de la Prisión, ante un juez militar.

Refugios antiaéreos
Tras este bombardeo, y de forma urgente, se impulsó en la ciudad la construcción de seis refugios públicos  para que la población se resguardara en caso de que repitieran los ataques aéreos,  presupuestados en 1 329 971,44 pesetas. Finalmente el ayuntamiento habilitó 35 refugios y otros 114 fueron, más pequeños, construidos por particulares en casas privadas.
Órgano de la catedral
El inmenso órgano de la catedral fue desmontado, instalándose sus tubos en el castillo y en las torres de la propia catedral, de modo que simulaban la existencia de un gran número de baterías en la privilegiada posición en la que se encuentran los dos edificios.
Miguel Hernández
El poeta Miguel Hernández, que trabajó en Jaén como corresponsal de guerra entre febrero y junio de 1937, en referencia al bombardeo de Jaén, publicó en el periódico Frente Sur los artículos “La ciudad bombardeada”  y “El hogar destruido”.